# Deportivo Anzoátegui
Deportivo Anzoátegui Sport Club war ein Fußballverein aus Puerto La Cruz im Staat Anzoátegui in Venezuela.
Der Verein wurde 2002 gegründet und stieg 2007 in die Primera División auf. 2008 und 2012 konnte das Team den venezolanischen Pokal gewinnen. Im Juli 2019 wurde der Klub aufgelöst.

## Trainerhistorie
- Dezember 2012 bis April 2014: Juvencio Betancourt[2]